# Nigeria na Zimowych Igrzyskach Olimpijskich 2022
Nigeria na Zimowych Igrzyskach Olimpijskich 2022 – występ kadry sportowców reprezentujących Nigerię na igrzyskach olimpijskich, które odbyły się w Pekinie, w Chińskiej Republice Ludowej, w dniach 4-20 lutego 2022 roku.
Reprezentacja Nigerii liczyła jednego zawodnika – mężczyznę, urodzonego i zamieszkałego we Francji syna Nigeryjczyka i Francuzki.
Był to drugi start Nigerii na zimowych igrzyskach olimpijskich.

## Ceremonia otwarcia
Chorążym reprezentacji Nigerii podczas ceremonii otwarcia igrzysk była Seun Adigun - lekkoatletka z Letnich Igrzysk Olimpijskich 2012 i bobsleistka z Zimowych Igrzysk Olimpijskich 2018. Na Zimowych Igrzyskach Olimpijskich w Pekinie była członkiem ekipy Nigerii jako jej lekarz i szef zespołu ds. zimowych sportów olimpijskich.

## Reprezentanci

### Biegi narciarskie
| Zawodnik                 | Konkurencja                | Kwalifikacje | Kwalifikacje | Ćwierćfinały | Ćwierćfinały | Półfinały | Półfinały | Finał | Finał  | Finał   | Źródło |
| Zawodnik                 | Konkurencja                | Czas         | Miejsce      | Czas         | Miejsce      | Czas      | Miejsce   | Czas  | Strata | Miejsce | Źródło |
| ------------------------ | -------------------------- | ------------ | ------------ | ------------ | ------------ | --------- | --------- | ----- | ------ | ------- | ------ |
| Samuel Uduigowme Ikpefan | bieg indywidualny mężczyzn | —            | —            | —            | —            | —         | —         | DNF   | DNF    | DNF     | [ 1 ]  |
| Samuel Uduigowme Ikpefan | sprint mężczyzn            | 3:09,57      | 73.          | NQ           | NQ           | NQ        | NQ        | NQ    | NQ     | 73.     | [ 1 ]  |